# Broadway
 For alternative betydninger, se Broadway (flertydig). (Se også artikler, som begynder med Broadway)
Broadway er en gade på Manhattan i New York, som er kendt for et stort antal teatre. Broadway er en del af den velkendte Times Square, centrum for teaterdistriktet, som dog strækker sig over en stor del af Midtown. Dette stykke af Broadway benævnes også "Great White Way". Broadway afgrænser sammen med 7th Avenue den timeglasformede Times Square (hvis nordlige halvdel dog rettelig kaldes Duffy Square) og passerer både Times Square Tower One og Times Square Tower Two.
Broadway løber fra Bowling Green på Manhattans sydlige del og langs med øen og fortsætter ind i Bronx. Den overvejende del af vejnettet på Manhattans centrale og nordlige dele løber som parallelle veje (NV – SØ for streets og SV – NØ for avenues), hvorimod Broadway på strækningen op til Central Park følger en nordgående rute på skrå af de ellers parallelle gader. 
Broadway er over 30 km lang, men kun på en kort strækning løber gaden gennem teaterdistriktet, hvor der mellem 53. og 40. gade ligger omkring 80 teatre. De fleste er dog ikke beliggende på selve Broadway, men befinder sig i gaderne mellem denne og 8th Avenue.
Der har været en vej her, før hollænderne bosatte sig i området. Indianerne havde anlagt en vej gennem sumpene og skovene fra det nordlige til det sydlige Manhattan, som de kaldte Wickquasgeck-stien. Hollænderne overtog denne vej og kaldte den Brede Weg, hvilket efter englændernes erobring blev til Broadway, som betyder bred vej.